# Plecturocebus caligatus
Plecturocebus caligatus (лат.) — вид приматов из семейства саковых. До 2016 года включался в состав рода Callicebus, однако по результатам молекулярно-генетических исследований Byrne с коллегами вид был перенесён в род Plecturocebus.

## Описание
Лоб и задняя часть головы чёрная, боковые части головы, шея и бока туловища красно-коричневые, при этом волоски шерсти имеют чёрные кончики. Бакенбарды, брюхо и внутренние поверхности конечностей красноватые, сами конечности тёмного красно-коричневого цвета, лапы и основание хвоста чёрные, кончик хвоста бежевый.

## Распространение
Эндемик Бразилии, встречается в центральной Амазонии, к югу от реки Солимойнс и к северу от реки Ипишуна.

## Статус популяции
С 1996 года Международный союз охраны природы относит Plecturocebus caligatus к «Видам, вызывающие наименьшие опасения» (LC). Ареал достаточно большой и расположен в удалённой части амазонского дождевого леса. Серьёзных угроз виду не выявлено.